# Runeninschrift U 265

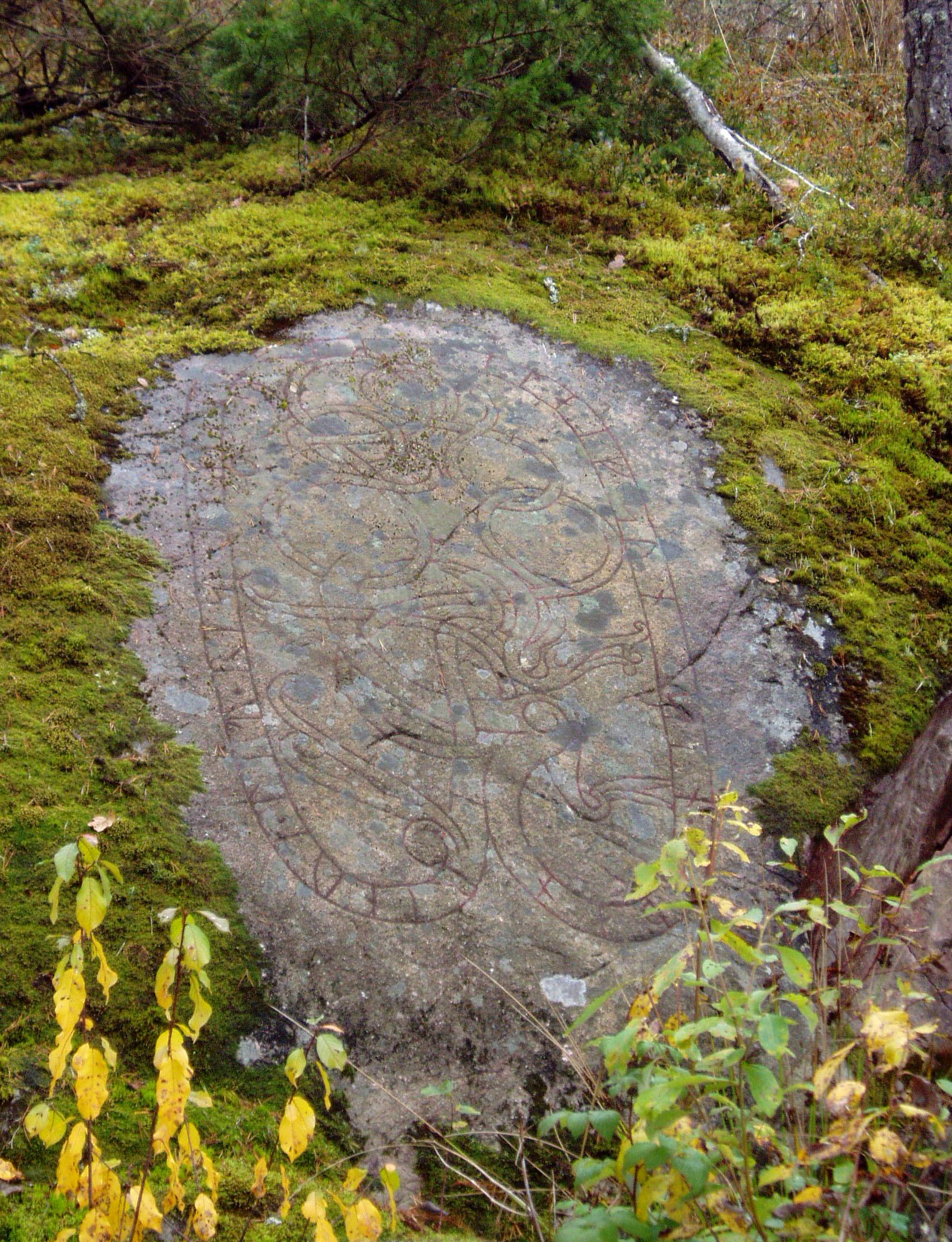
Runeninschrift U 265

Die Runeninschrift U 265 (schwedisch runhäll – Runenplatte) befindet sich an der niedrigen Steilwand eines Aufschlusses in der Nähe der Ekeby Farm in der Fresta socken bei Väsby in Uppland in Schweden, an einer Forststraße neben einem alten Haus und einem Keller.
Runeninschriften auf Felsen sind eine auf Uppland konzentrierte Form (U 146, U 163, U 360 und U 497), die im übrigen Schweden (Sö 359) sehr selten ist. In Uppland wird dabei das Verb schlagen für Aufbringungen auf Felsen öfter verwendet, während ansonsten (auf Runensteinen) von ritzen die Rede ist.
Ein gut erhaltener Text im Schlangenband umgibt eine unübersichtlich aufwändige Zeichnung, die an U 163 erinnert. Der Text lautet: Ärenvi ließ diese Platte ritzen nach Elev, seinem guten Sohn.
In der Nähe, bei der Mühle, gibt es eine zweite Runenplatte, Runeninschrift U 266, die in schlechterem Zustand ist. Keine der Inschriften nennt den Runenmeister.